# Serraulax denticornis
Serraulax denticornis är en stekelart som först beskrevs av Günther Enderlein 1920.  Serraulax denticornis ingår i släktet Serraulax och familjen bracksteklar. Inga underarter finns listade i Catalogue of Life.